# Aéroport international El Alto
L'aéroport international El Alto (code IATA : LPB • code OACI : SLLP) est un aéroport domestique et international desservant la ville de La Paz, capitale du département de La Paz, celui-ci étant situé à l'ouest de la Bolivie. Il est précisément situé dans la ville voisine d'El Alto.  
Il s'agit de l'un des aéroports dont l'altitude est la plus élevée au monde et de l'aéroport international dont l'altitude est la plus élevée au monde.

## Situation
L'aéroport se trouve dans la ville d'El Alto à moins de 15 kilomètres du centre de La Paz. 
| \| 20 km1:4 514 000 \| Camiri Chimoré Cobija Cochabamba El Trompillo Guayaramerín La Paz Oruro Potosí Puerto · Suárez Riberalta Rurrenabaque San Borja Santa Ana · del Yacuma Sucre Tarija Trinidad Uyuni Santa Cruz Yacuiba |
| 20 km1:4 514 000 |

## Caractéristiques
Le nouveau terminal comprend plusieurs magasins qui offrent des produits artisanaux boliviens traditionnels, des librairies, ainsi que des restaurants, cafés.
L'aéroport a deux pistes, une piste en béton "10/28" et une piste parallèle "10L/28R". 

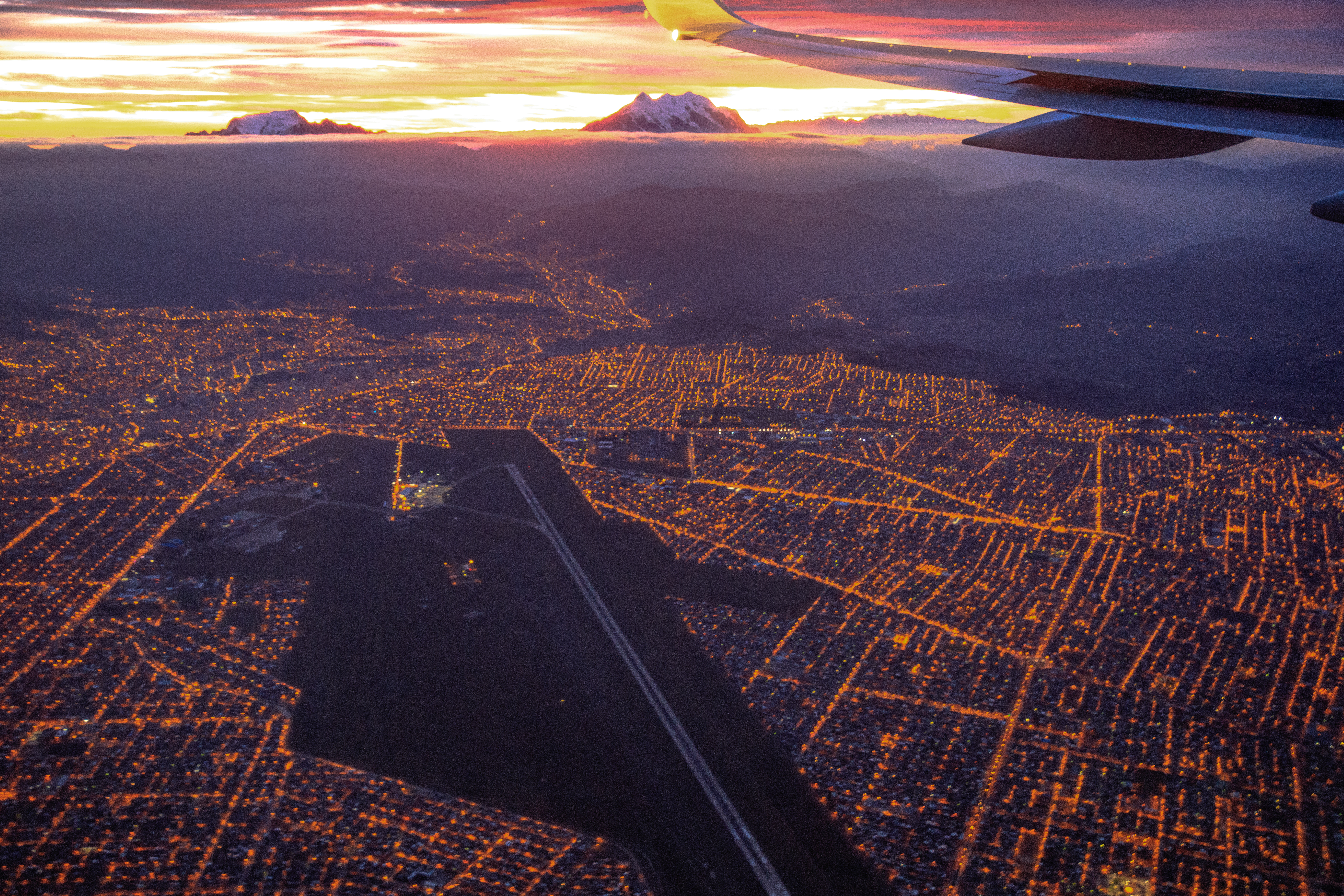
Vue de nuit de l'aéroport dans la ville d'El Alto.

El Alto est le plus haut aéroport international du monde, car il est situé à 4 061 mètres d'altitude. Pour cette raison, la majorité des avions commerciaux gros-porteurs ne peuvent pas y être utilisés à pleine charge, et en conséquence, une grande partie des vols internationaux à destination et en provenance de la Bolivie opèrent à l'aéroport international Viru Viru de Santa Cruz qui se trouve à une altitude beaucoup plus basse permettant l'accès des plus gros avions et une plus grande capacité de passagers.

### Essais en vol
Étant l'aéroport international le plus élevé au monde, El Alto offre des caractéristiques uniques dont les compagnies aéronautiques comme Airbus et Boeing profitent pour effectuer des essais en vol à haute altitude afin de certifier leurs avions notamment l'Airbus A350-900XWB moderne et le Boeing 787 ont été testés pour le décollage et l'atterrissage à haute altitude,.

## Compagnies et destinations
| Compagnies            | Destinations                                                                                                   |
| --------------------- | --- |
| Avianca               | Bogota-El Dorado, Cuzco                                                                                        |
| Boliviana de Aviación | - Cobija, - Cochabamba-J. Wilstermann, - Viru Viru, - Sucre-Alcantarí, - Tarija, - Trinidad (Bolivie), - Uyuni |
| EcoJet                | Cobija, Cochabamba-J. Wilstermann, Trinidad (Bolivie)                                                          |
| LATAM Chile           | Santiago du Chili-A.-M.-Benítez                                                                                |
| LATAM Perú            | Lima-J. Chávez                                                                                                 |

Édité le 12/02/2020  Actualisé le 7/12/2023

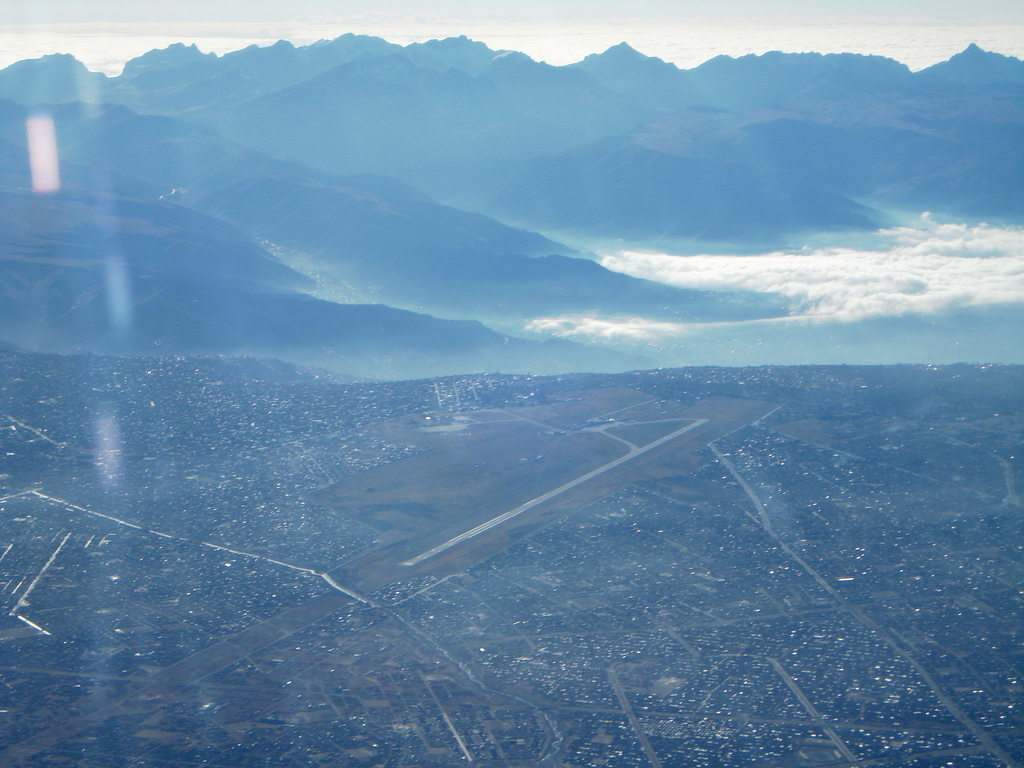
Vue aérienne de l'aéroport

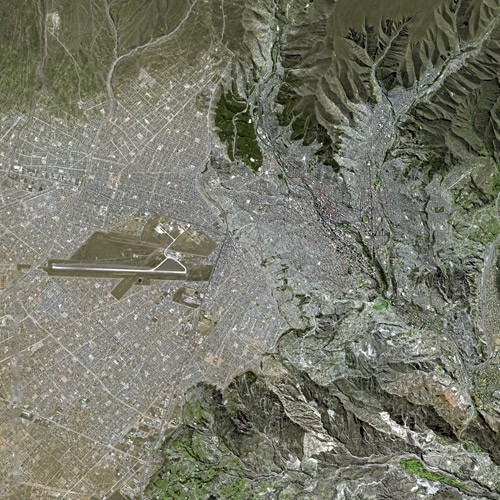
Vue aérienne de l'aéroport et de la ville de La Paz